# Kleinostheim
Kleinostheim is een gemeente in het uiterste noordwesten van de Duitse deelstaat Beieren, en maakt deel uit van het Landkreis Aschaffenburg.
Kleinostheim telt 8.164 inwoners.

## Bekende inwoners
Een bekende inwoner van Kleinostheim is de ultralangeafstandatleet en sportjournalist Stefan Schlett.
Alzenau in Unterfranken ·
Bessenbach ·
Blankenbach ·
Dammbach ·
Geiselbach ·
Glattbach ·
Goldbach ·
Großostheim ·
Haibach ·
Heigenbrücken ·
Heimbuchenthal ·
Heinrichsthal ·
Hösbach ·
Johannesberg ·
Kahl am Main ·
Karlstein am Main ·
Kleinkahl ·
Kleinostheim ·
Krombach ·
Laufach ·
Mainaschaff ·
Mespelbrunn ·
Mömbris ·
Rothenbuch ·
Sailauf ·
Schöllkrippen ·
Sommerkahl ·
Stockstadt am Main ·
Waldaschaff ·
Weibersbrunn ·
Westerngrund ·
Wiesen